# Jovac, Vladičin Han
Jovac (izvirno srbsko Јовац) je naselje v Srbiji, ki upravno spada pod Občino Vladičin Han; slednja pa je del Pčinjskega upravnega okraja.

## Demografija
V naselju živi 90 polnoletnih prebivalcev, pri čemer je njihova povprečna starost 57,9 let (54,6 pri moških in 61,8 pri ženskah). Naselje ima 44 gospodinjstev, pri čemer je povprečno število članov na gospodinjstvo 2,11.
To naselje je, glede na rezultate popisa iz leta 2002, večinoma srbsko.
|  |

| Demografija | Demografija     | Demografija     |
| Leto        | Št. prebivalcev | Št. prebivalcev |
| ----------- | --------------- | --------------- |
|             |                 |                 |
|             |                 |                 |
|             |                 |                 |
|             |                 |                 |
| 1948        | 908             |                 |
| 1953        | 864             |                 |
| 1961        | 703             |                 |
| 1971        | 557             |                 |
| 1981        | 271             |                 |
| 1991        | 184             | 184             |
| 2002        | 94              | 93              |
|             |                 |                 |

| Etnična sestava po popisu iz leta 2002 | Etnična sestava po popisu iz leta 2002 | Etnična sestava po popisu iz leta 2002 | Etnična sestava po popisu iz leta 2002 | Etnična sestava po popisu iz leta 2002 |
| -------------------------------------- | -------------------------------------- | -------------------------------------- | -------------------------------------- | -------------------------------------- |
| Srbi                                   | Srbi                                   |                                        | 92                                     | 98,92%                                 |
| Rusi                                   | Rusi                                   |                                        | 1                                      | 1,07%                                  |
| Neznano                                | Neznano                                |                                        | 0                                      | 0,0%                                   |